# Lighthouse Reports
Lighthouse Reports is een onafhankelijk Nederlands productiebureau voor samenwerkende onderzoeksjournalistiek dat internationale onderzoeken mogelijk maakt. Lighthouse werd opgericht in 2019 en ondersteunt teams van journalisten, media en onderzoekers om grote onderzoeken te doen naar onderbelichte verhalen. De groep maakt gebruik van wetten op het gebied van vrijheid van informatie, opensource-rapportage, datajournalistiek, Twitter en andere technieken. Lighthouse werkt daarbij samen met Europese toonaangevende media om diepgaande journalistiek te leveren over migratie, conflicten en corruptie. Dit gebeurt door het opzetten van tijdelijke redactiekamers (ook wel bootcamps genoemd) rond complexe thema's en een onderzoeksjournalistieke vraag vanuit Europees perspectief. De onderzoeksresultaten worden gepubliceerd op bestaande platforms.
Lighthouse wordt gefinancierd door meerdere fondsen, waaronder de Postcodeloterij.

## Erkenning
In 2019 wonnen Carola Houtekamer en Merijn Rengers van NRC Handelsblad en Ludo Hekman en Klaas van Dijken van Lighthouse Reports de Citi Journalistic Excellence Award als erkenning voor verdienstelijke financiële en economische verslaggeving.
In 2021 wonnen Lighthouse Reports en Pointer samen De Tegel in de categorie 'Buitenland' voor Het Schaduwleger van Europa. De bijdrage beschreef hoe mensen met geweld bij de grenzen van Europa worden tegengehouden en letterlijk worden teruggeduwd, zonder dat ze de kans krijgen om asiel aan te vragen.

## Prijzen
- 2021 - De Tegel
- 2019 - Citi Journalistic Excellence Award